# Bakáts téri Ének-Zenei Általános Iskola
A Bakáts téri Ének-zenei Általános Iskola Budapest IX. kerületében 1838-ban épült iskola, mely az Assisi Szent Ferenc-templom szomszédságában áll. A Bakáts téri iskola egyike volt a főváros legrégebbi elemi iskoláinak.

## Épülete
Eredetileg a Templom téren (Ma Bakáts tér) épült a két tantermet és paplakot is magán foglaló épület, nagyjából a templom és a mai épület között, amely az 1838-as pesti árvíz során elpusztult. 
A kibővített épület 1859-ben készült el Hild József tervei alapján klasszicista stílusban, jelenlegi helyén.
1884-ben kibővítették, és homlokzatát neoreneszánsz stílusúra alakították.

## Érdekességek
Az iskola kórusa szerepel Deák Kristóf Mindenki című Oscar díjjal jutalmazott kisfilmjében.